# Peter J. Landin
Pour les articles homonymes, voir Landin.
Peter John Landin (5 juin 1930, Sheffield - 3 juin 2009) est un chercheur en informatique britannique dans le domaine de la conception des langages de programmation. Il a conçu
la machine SECD, le langage de programmation ISWIM et la règle d'indentation comme syntaxe (off-side rule
en anglais) et a proposé le terme de sucre syntaxique. Landin a souvent été plagié dans les titres d'articles d'informatique
après qu'il a intitulé le sien, « Les 700 prochains langages de programmation ».
Landin a été un chercheur actif dans le milieu des années 1960, quand il a travaillé avec Christopher Strachey.

## Biographie
Landin est né à Sheffield, dans le Yorkshire du Sud, où il a fréquenté l'école King Edward VII. Ensuite, il étudie au Clare College de l'Université de Cambridge dont il est diplômé. De 1960 à 1964, il est assistant de Christopher Strachey lorsque ce dernier est consultant informatique indépendant à Londres. La plupart de ses travaux ont été publiés au cours de ces années et pendant la courte période pendant laquelle il a collaboré avec Univac et le Massachusetts Institute of Technology, aux États-Unis. Il rejoint ensuite l'Université Queen Mary de Londres. Au cours des années 1970 et 1980, ses efforts se sont concentrés sur la création du département d'informatique du Queen Mary College, sur l'élaboration de cours et sur l'enseignement aux étudiants, comme indiqué dans la préface du manuel Programming from First Principles.

## Publications
- A Generalization of Jumps and Labels  Report. UNIVAC Systems Programming Research. août 1965. Reparu dans Higher Order and Symbolic Computation, 11(2):125-143, 1998, avec une préface de Hayo Thielecke.